# Сан-Антоніо (футбольний клуб)
ФК «Сан-Антоніо» (англ. San Antonio Football Club) — американський футбольний клуб з однойменного міста штату Техас, заснований у 2016 році. Виступає в USL. Домашні матчі приймає на стадіоні «Тойота Філд», місткістю 8 296 глядачів.
Є фарм-клубом «Нью-Йорк Сіті» та виступає у Західній конференції USL.

## Досягнення
- USL
  - Західна конференція
    - Срібний призер: 2017

  - Регулярний сезон
    - Бронзовий призер: 2017.